# پتسون وومرزلی نیکالز
پتسون وومرزلی نیکالز (انگلیسی: Patteson Womersley Nickalls; ۲۳ ژانویهٔ ۱۸۷۶ – ۱۰ سپتامبر ۱۹۴۶) چوگان‌باز اهل بریتانیا بود.